# 黄沙溪
黄沙溪位于中华人民共和国福建省西部的一条河流，是闽江主源沙溪左岸支流。上游称日月溪或渔塘溪，发源于明溪县城关乡狮窠村西南杆山东麓，蜿蜒向东流经明溪县城雪峰镇、瀚仙镇、沙溪乡等地，于沙溪乡梓口坊村以东转东南流，流经三明市三元区岩前镇等地，于三元区莘口镇黄砂村汇入沙溪。河长77千米，流域面积701平方千米，河道平均比降3‰。